# Marian Krawczyński
Marian Krawczyński (ur. 1920, zm. 2009) – oficer, pułkownik, pracownik (śledczy) Ministerstwa Bezpieczeństwa Publicznego, autor aktu oskarżenia w procesie rotmistrza Witolda Pileckiego.
Ukończył szkołę zawodową przed 1939. Po zakończeniu II wojny światowej doszedł do stopnia pułkownika (od 1955 w komunistycznych organach bezpieczeństwa, ukończył Centralną Szkołę MPB w Łodzi). Od 13 maja do 4 listopada 1947 prowadził wielogodzinne, bestialskie przesłuchania rotmistrza Witolda Pileckiego (wraz z Eugeniuszem Chimczakiem, Jerzym Kroszelem, Stefanem Alaborskim i Stanisławem Łyszkowskim). 10 grudnia 1947 sporządził akt oskarżenia przeciwko Pileckiemu i siedmiu innym osobom, datowany na 11 grudnia 1947, a zaakceptowany przez naczelnika Wydziału II Departamentu Śledczego, majora Adama Humera 23 stycznia 1948, zawierający oskarżenia o szpiegostwo. Jego podpis znajduje się też na wielu innych dokumentach kluczowych dla śledztwa przeciwko Pileckiemu i jego współpracownikom (np. na postanowieniu o połączeniu spraw Pileckiego i pozostałych aresztowanych, czy postanowieniu o zamknięciu śledztwa). W latach 60. i 70. XX wieku podróżował służbowo do Turcji.
W 2003 zeznawał z wolnej stopy jako świadek na procesie mordercy sądowego, prokuratora Czesława Łapińskiego. Mieszkał w przy ul. Madalińskiego Warszawie. Nigdy nie odpowiedział karnie za zbrodnie sądowe.